# Sul Folia
Sul Folia é a micareta (carnaval fora de época) que ocorre no estado brasileiro do Rio Grande do Sul, contando em 2008 com oito edições, tendo sido as sete primeiras na cidade de Canoas e a última em Porto Alegre.

## Evento
O Sul Folia procura editar entre os gaúchos o carnaval baiano, diferindo das festas do estado nordestino por ter acesso pago e não permitir a participação popular, sendo unicamente voltado para o público pagante e de caráter puramente comercial.
Em sua edição 2008 o evento ocorreu em local fechado, na capital gaúcha, e contou com efetivo de policiais para garantir a segurança dos foliões.